# 920
920 (CMXX) var ett skottår som började en lördag i den julianska kalendern.

## Händelser

### Okänt datum
- Ghanarikets storhetsperiod inleds.
- Den isländska vulkanen Katla har ett utbrott.

## Födda
- 10 september – Ludvig från andra sidan havet, kung av Västfrankiska riket 936–954

## Avlidna
- Uathmarán mac Dobhailéin, kung av Corca Fhir Trí och kung av Luighne Connacht.